# Exidia novozealandica
Exidia novozealandica är en svampart som beskrevs av Lloyd 1925. Exidia novozealandica ingår i släktet Exidia och familjen Auriculariaceae.   Inga underarter finns listade i Catalogue of Life.